# エレオノーレ・ドロテア・フォン・アンハルト＝デッサウ
エレオノーレ・ドロテア・フォン・アンハルト＝デッサウ（ドイツ語：Eleonore Dorothea von Anhalt-Dessau, 1602年2月16日 - 1664年12月26日）は、ザクセン＝ヴァイマル公ヴィルヘルムの妃。

## 生涯
エレオノーレ・ドロテアはアンハルト＝デッサウ侯ヨハン・ゲオルク1世と、プファルツ＝ジンメルン公ヨハン・カジミールの娘ドロテアの間の娘である。
1625年5月23日にヴァイマルにおいて、従兄弟にあたるザクセン＝ヴァイマル公ヴィルヘルムと結婚した。2人はヴィルヘルムが低ザクセン遠征に向かう前に婚約していた。ヴァイマルとアンハルトの友好関係をさらに深めるため政治的な理由で決められた結婚であったが、非常に幸せなものであったと言われている。エレオノーレ・ドロテアは改革派から夫の信仰するルター派に改宗したが、結婚後も改革派の信仰を持ち続けた。
1664年に死去し、ヴァイマル城の礼拝堂に埋葬されたが、1824年にヴァイマルの公爵家霊廟に改葬された。

## 子女
夫ヴィルヘルムとの間に以下の子女が生まれた。
- ヴィルヘルム（1626年）
- ヨハン・エルンスト2世（1627年 - 1683年） - ザクセン＝ヴァイマル公
- ヨハン・ヴィルヘルム（1630年 - 1639年）
- アドルフ・ヴィルヘルム（1632年 - 1668年） - ザクセン＝アイゼナハ公
- ヨハン・ゲオルク1世（1634年 - 1686年） - ザクセン＝アイゼナハ公
- ヴィルヘルミネ・エレオノーレ（1636年 - 1653年）
- ベルンハルト（1638年 - 1678年） - ザクセン＝イェーナ公
- フリードリヒ（1640年 - 1656年）
- ドロテア・マリア（1641年 - 1675年） - 1656年にザクセン＝ツァイツ公モーリッツと結婚